# الدوري الكوري لكرة اليد
الدوري الكوري لكرة اليد (الكورية: 핸드볼코리아리그)  هو الدوري الرئيسي لكرة اليد في كوريا الجنوبية وهو دوري شبه احترافي. يدار من قبل اتحاد كرة اليد الكوري. تأسس في سنة 2011، ويتكون حاليا من قبل 5 فرق بالنسبة للرجال و8 فرق بالنسبة للسيدات. يعتبر نادي دوسان لكرة اليد هو الأكثر تتويجا بـ 5 ألقاب.